# زانکت یوهان ام والد
زانکت یوهان ام والد (به آلمانی: Sankt Johann am Walde) یک منطقهٔ مسکونی در اتریش است که در برونو آم این واقع شده‌است. زانکت یوهان ام والد ۴۰٫۰۱ کیلومتر مربع مساحت دارد ۶۲۳ متر بالاتر از سطح دریا واقع شده‌است.